# 6P/d’Arrest
6P/d’Arrest ist ein kurzperiodischer Komet, der von Heinrich Louis d’Arrest am 28. Juni 1851 entdeckt wurde.
Der Kometenkern wird auf eine Größe von 3,2 Kilometer geschätzt.
6P/d’Arrest war zuletzt am 2. März 2015 im Perihel.
1991 schlugen Andrea Carusi und Giovanni B. Valsecchi vom Istituto Astrofisica Spaziale in Rom und Ľubor Kresák und Margita Kresáková vom slowakischen astronomischen Institut in Bratislava unabhängig voneinander vor, dass der Komet jener von 1678 war, der von Philippe de La Hire beobachtet wurde.
Am hellsten war der Komet am 13. August 1976 von der Erde aus zu sehen. Er näherte sich der Erde auf nur 0,15 Astronomische Einheiten (AE) und hatte eine Helligkeit von 4,8 mag. Dies lag daran, dass die Bahn 1968 durch den Jupiter stärker verändert wurde, sodass das Perihel auf 1,17 AE absank.